# محمية بنتاعل اللبنانية
محمية بنتاعل اللبنانية محمية لبنانية، أنشئت عام 1981 للميلاد. تقع في أواسط جرود جبيل، تبعد عن بيروت 38كم وعن مدينة جبيل 7كم شرقاً.. يتراوح ارتفاعها عن سطح البحر بين 260 متر و500م. للمحمية أهمية علمية كبيرة، حيث توجد بها العديد من الأنواع الحيوانية والنباتية الخاصة بالشواطئ والمرتفعات فيها.